# Coracopsis vasa
El loro vasa (Coracopsis vasa) es una especie de ave psitaciforme de la familia Psittrichasiidae nativa de Madagascar y las Comores. Es una de las dos especies del género Coracopsis, junto al loro negro (C. nigra).

## Descripción

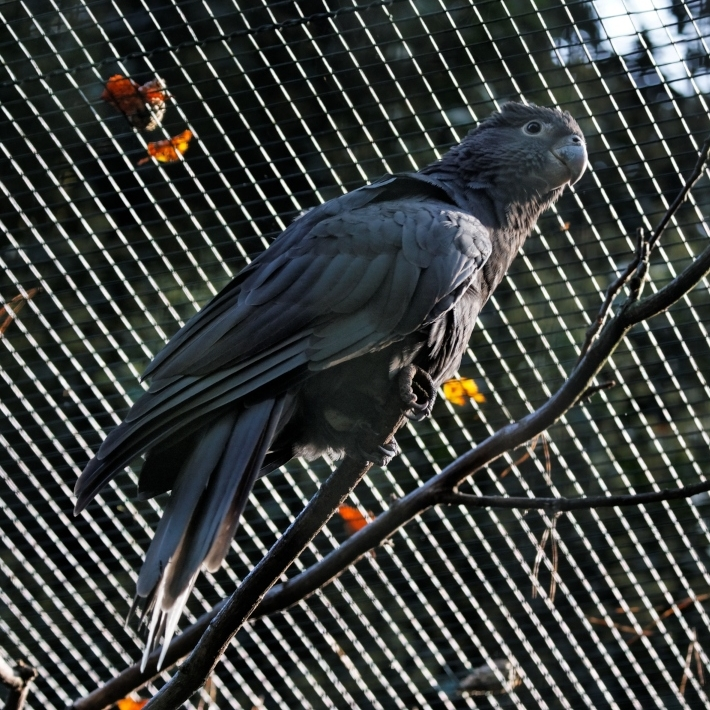
Ejemplar en cautividad.

El loro vasa mide alrededor de 50 cm de largo. Su plumaje es de tonos pardos oscuros, algo más claros y grisáceos en las partes inferiores. Presenta un anillo ocular de color pardo rosáceo y un pico muy robusto y curvado hacia abajo de color grisáceo. Las hembras son un 25% mayores que los machos. Durante la época de cría las hembras mudan las plumas de la cabeza mostrando una coloración naranja, mientras que el pico de los machos se vuelve blanquecino.

## Distribución y hábitat

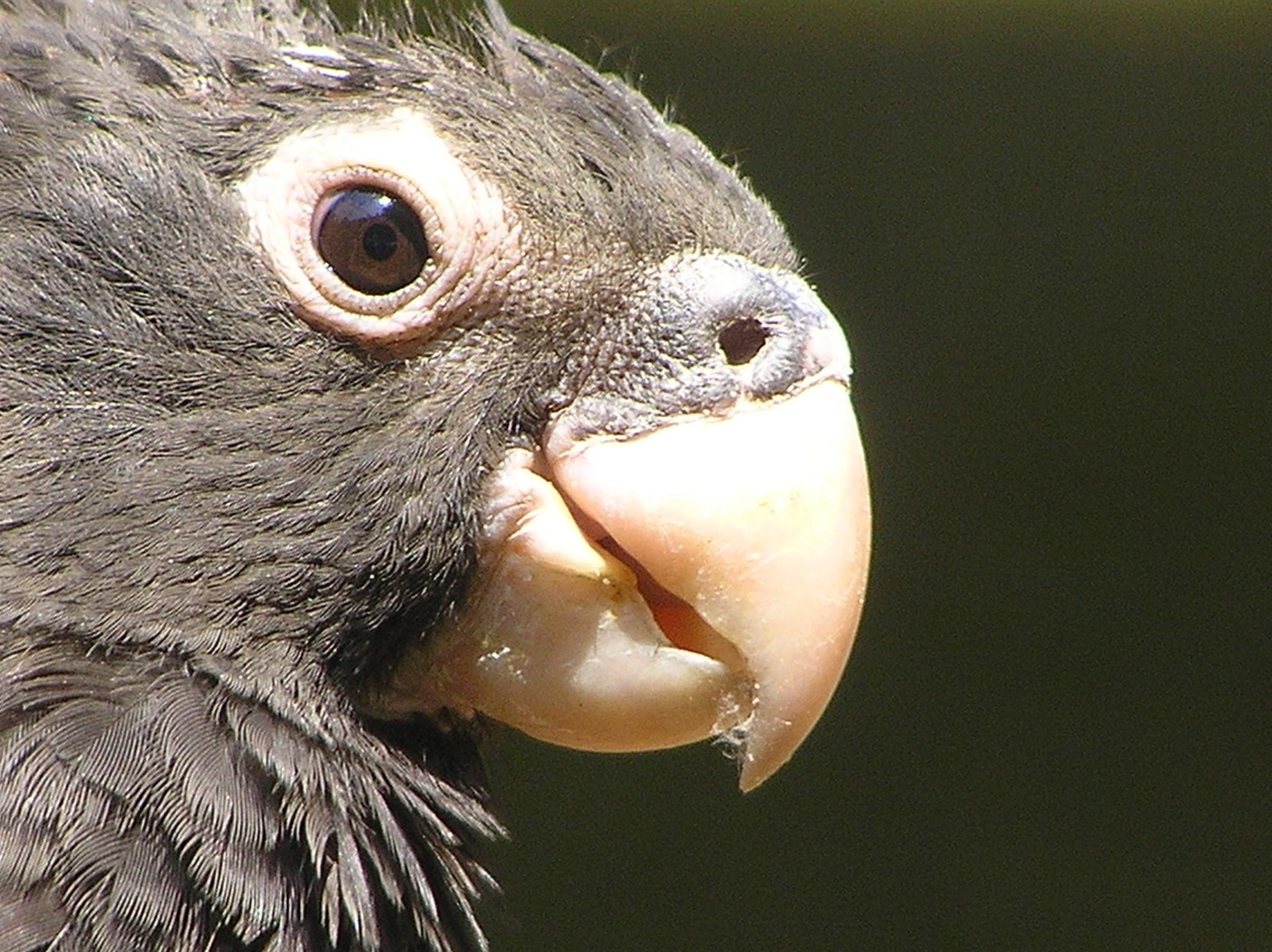
Detalle de la cabeza de un macho.

Se encuentra únicamente en Madagascar y las islas Comores. En la isla de Madagascar es más común en las regiones con bosque seco caducifolio de Madagascar en comparación con el loro negro que es más abundante en los bosques húmedos de la costa este.

## Comportamiento
El loro vasa tiene una biología reproductiva y un sistema de apareamiento poco corriente. Las hembras al ser mayores que los machos predominan físicamente. La especie vive en grupos con poliginandria variable en la que cada hembra tiene entre 3 y 8 compañeros sexuales. Los machos han reaccionado evolucionado con falos que hacen durar la cópula hasta 90 minutos. Hay dos variedades de cópulas, las breves (de 1–3 segundos) y las prolongadas (de 36 minutos de media), en estas últimas con un enganche de cópula. Durante la época de cría las hembras mudan las plumas de la cabeza adquiriendo una coloración naranja, y además emiten complejos cantos posadas cerca del nido. Esto atrae a los machos y les incita a darles comida regurgitada, que la hembra acepta fuera del nido. Además durante este período, las hembras defienden el territorio alrededor de su nido de otras hembras.

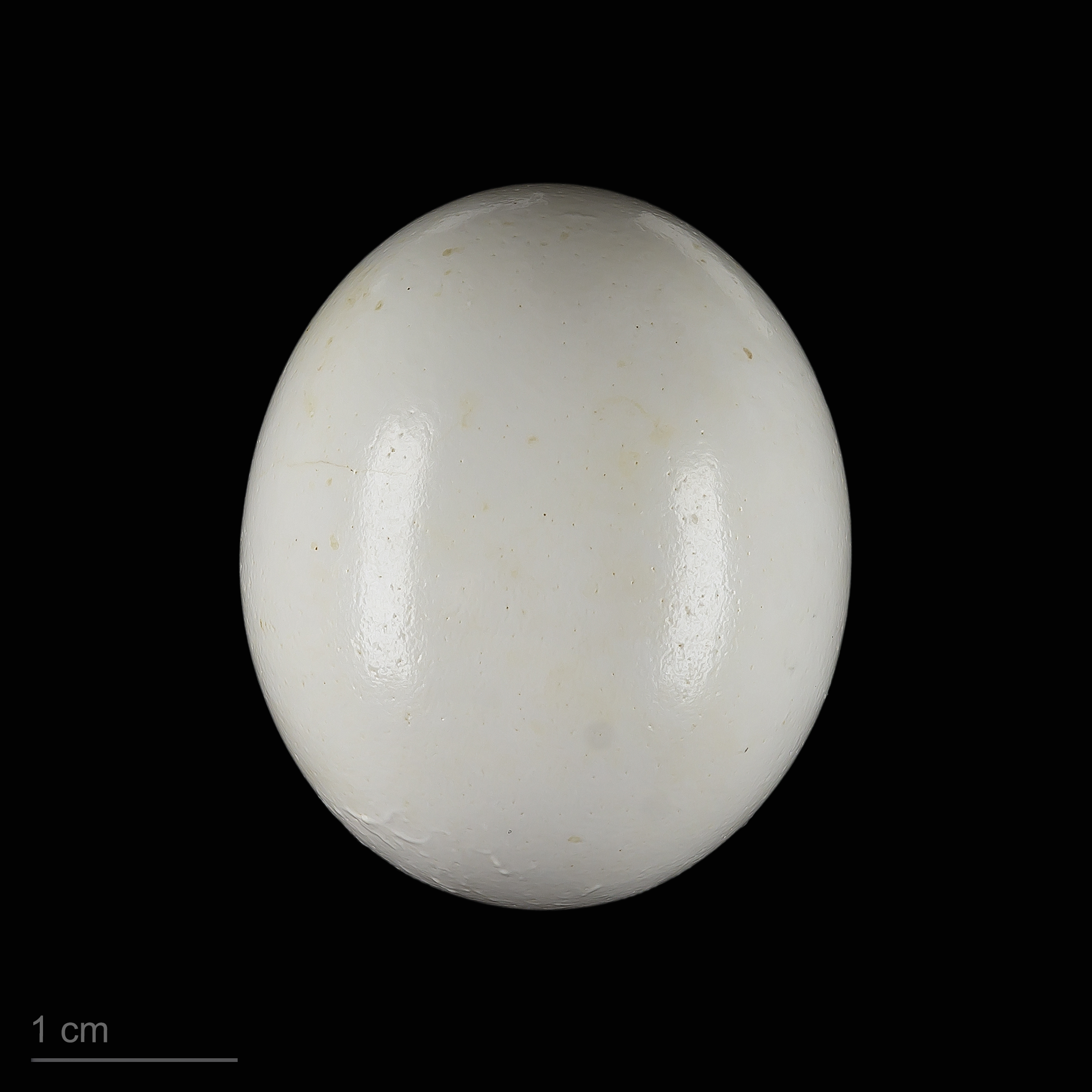
Coracopsis vasa - MHNT

## Taxonomía
Fue descrito científicamente por George Shaw en 1812. Se reconocen tres subespecies:
- Coracopsis vasa comorensis, (Peters,W) 1854
- Coracopsis vasa drouhardi, Lavauden 1929
- Coracopsis vasa vasa, (Shaw) 1812

Desde los estudios genéticos que incluyeron al loro de las Mascareñas en el género en algunas clasificaciones las dos especies anteriores del género aparece dentro del género Mascarinus, cuyo nombre es anterior a Coracopsis.